# Notholca pacifica
Notholca pacifica is een raderdiertjessoort uit de familie Brachionidae. De wetenschappelijke naam van deze soort is voor het eerst geldig gepubliceerd in 1962 door Russell.